# گربه اهلی موکوتاه

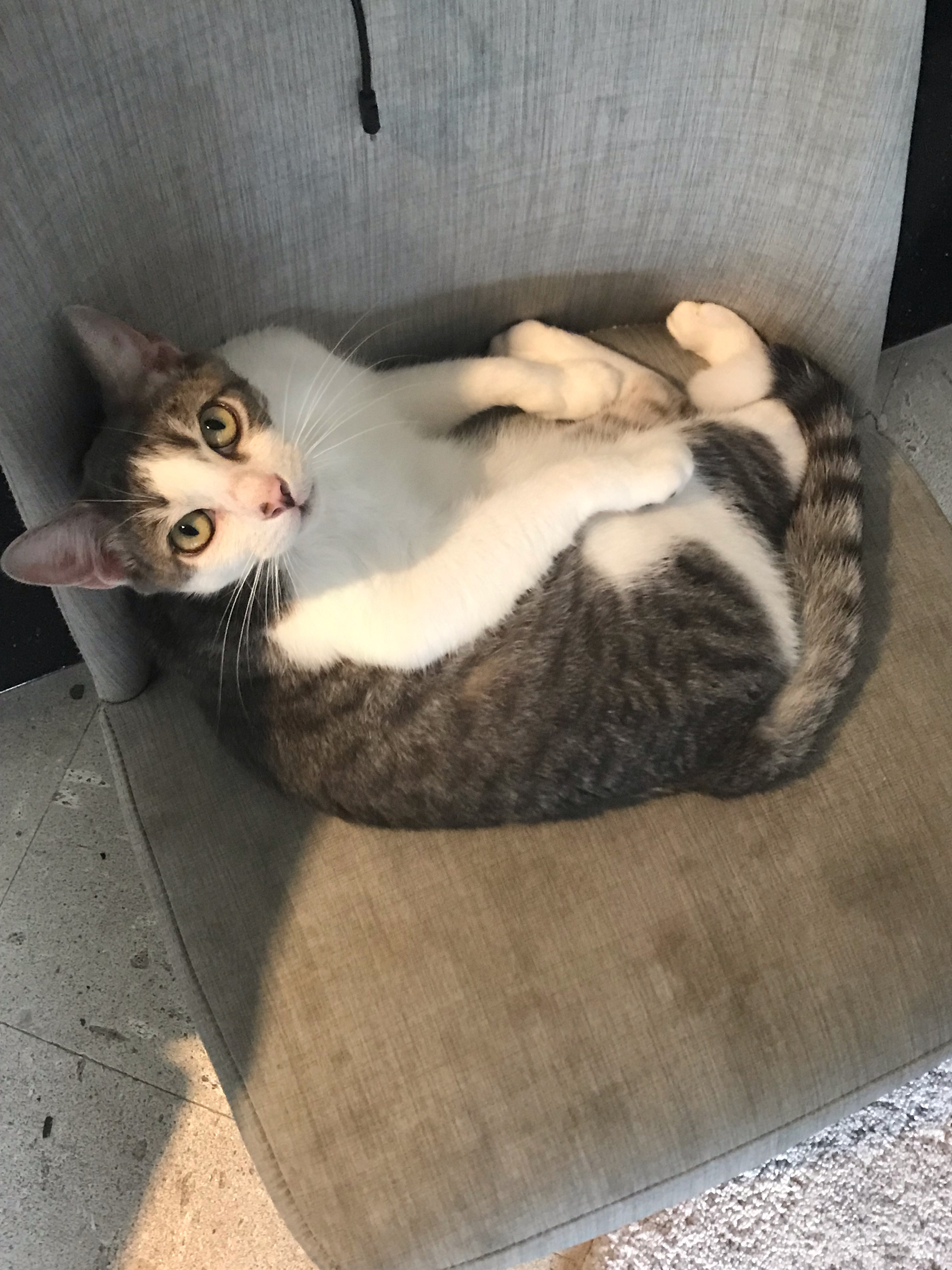
یک گربه اهلی موکوتاه نر روی صندلی

گربه اهلی موکوتاه (به انگلیسی: Domestic short-haired cat)، گربهای است که دارای پوستهای از خز کوتاه است که متعلق به نژاد خاصی از گربه شناخته‌شده نیست. در بریتانیا گاهی آن‌ها را به صورت عامیانه moggies می‌نامند. گربه‌های اهلی موکوتاه از نژادهای موکوتاه بریتانیایی، موکوتاه آمریکایی و دیگر نژادهای استانداردشده با نام‌های «موکوتاه» که توسط ثبت‌های مختلف به رسمیت شناخته شده‌اند، متمایز هستند. گربه‌های خانگی موکوتاه رایج‌ترین نوع گربه در ایالات متحده است که حدود ۹۶٪ از تعداد آن‌ها را تشکیل می‌دهد. دیگر اصطلاحات عمومی عبارتند از گربه خانگی و گربه کوچه (این دومی ممکن است به‌طور خاص برای اشاره به گربه‌های وحشی استفاده شود).